# Накацу (княжество)

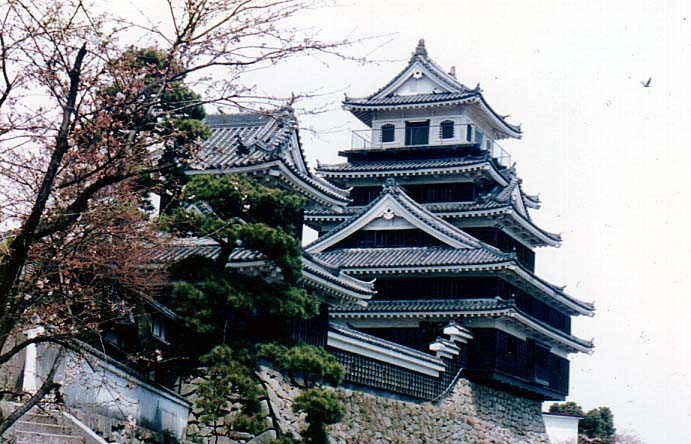
Замок Накацу

Княжество Накацу (яп. 中津藩 Накацу-хан) — феодальное княжество (хан) в Японии периода Эдо (1600—1871), в провинции Будзэн региона Сайкайдо на острове Кюсю (современная префектура Оита).

## История княжества
Административный центр княжества: замок Накацу (современный город Накацу, префектура Оита).
Доход хана:
- 1587—1600 годы — 120 000 коку
- 1600—1632 годы — 399 000 коку риса
- 1632—1716 годы — 80 000 коку
- 1717—1871 годы — 100 000 коку риса

Княжество Накацу было создано в 1587 году, когда японский правитель Тоётоми Хидэёси подчинил своей верховной власти весь остров Кюсю. В военной кампании на Кюсю участвовал Курода Ёситака (1546—1604), который получил во владение от Тоётоми Хидэёси шесть районов провинции Будзэн с доходом 120 000 коку. В 1589 году ему наследовал старший сын Курода Нагамаса (1568—1623), который сражался на стороне Токугава Иэясу в битве при Сэкигахара. В том же году в награду вместо земельного надела Накацу (провинция Будзэн) он получил во владение Надзима (провинция Тикудзэн) с доходом 520 000 коку, где построил замок Фукуока, став первым даймё Фукуока-хана.
В 1600—1632 годах княжеством Накацу владел род Хосокава, который принадлежал к тодзама-даймё и имел статус правителя провинции (国主). В 1600 году в Накацу-хан был переведен Хосокава Тадаоки (1563—1646), но в 1602 году он получил во владение Кокура-хан в провинции Будзэн с доходом 370 000 коку риса. Затем домен Накацу входил в состав Кокура-хана под управлением Хосокава Тадатоси (1586—1641). В 1632 году Хосокава Тадатоси был переведен в Кумамото-хан в провинции Хиго с доходом 540 000 коку.
В 1632—1716 годах Накацу-хан управлялся родом Огасавара, который принадлежал к фудай-даймё и имел статус правителя замка (城主). Главы рода так же имели право присутствовать в зале императорского зеркала сёгуна. В 1632 году в замок Накацу был переведен Огасавара Нагацугу (1615—1666), бывший правитель Тацуно-хана в провинции Харима. Его потомки владели княжеством до 1716 года. В 1716 году 5-й даймё Огасавара Нагасато (1711—1716) скончался в возрасте пяти лет.
В 1717—1871 годах княжеством находилось под властью рода Окудайра, который был принадлежал к фудай-даймё и имел статус обладателя замка (城主). Главы рода так же имели право присутствовать в зале императорского зеркала сёгуна. В 1717 году из Миядзу-хана (провинция Танго) в Накацу-хан был Окудайра Масасигэ (1694—1746). Его потомки владели доменом до Реставрации Мэйдзи.
Накацу-хан был ликвидирован в июле 1871 года. Территория княжества вошла в состав префектуры Кокура, которая в 1876 года стала частью префектуры Фукуока.

## Правители княжества
- Род Курода, 1587—1600 (тодзама-даймё)

| № | Имя             | Имя       | Годы правления | Годы жизни  | Примечания                              |
| - | --------------- | --------- | -------------- | ----------- | --------------------------------------- |
| 1 | Курода Ёситака  | 黒田 孝高 | 1587 — 1589    | 1546 — 1604 | Старший сын Куроды Мототаки (1524—1585) |
| 2 | Курода Нагамаса | 黒田 長政 | 1589 — 1600    | 1568 — 1623 | Старший сын Куроды Ёситаки              |

- Род Хосокава, 1600—1632 (тодзама-даймё)

| № | Имя               | Имя       | Годы правления | Годы жизни  | Примечания                     |
| - | ----------------- | --------- | -------------- | ----------- | ------------------------------ |
| 1 | Хосокава Тадаоки  | 細川 忠興 | 1600 — 1602    | 1563 — 1646 | Старший сын Хосокавы Фудзитаки |
| 2 | Хосокава Тадатоси | 細川 忠利 | 1602 — 1632    | 1586 — 1641 | Третий сын Хосокавы Тадаоки    |

- Род Огасавара, 1632—1716 (фудай-даймё)

| № | Имя                | Имя        | Годы правления | Годы жизни  | Примечания                      |
| - | ------------------ | ---------- | -------------- | ----------- | ------------------------------- |
| 1 | Огасавара Нагацугу | 小笠原長次 | 1632 — 1666    | 1615 — 1666 | Старший сын Огасавары Таданаги  |
| 2 | Огасавара Нагакацу | 小笠原長勝 | 1666 — 1682    | 1646 — 1682 | Второй сын Огасавары Нагацугу   |
| 3 | Огасавара Нагатанэ | 小笠原長胤 | 1683 — 1698    | 1668 — 1709 | Старший сын Огасавары Нагаакиры |
| 4 | Огасавара Наганобу | 小笠原長円 | 1698 — 1713    | 1676 — 1713 | Пятый сын Огасавары Нагаакиры   |
| 5 | Огасавара Нагасато | 小笠原長邑 | 1713 — 1716    | 1711 — 1716 | Старший сын Огасавары Наганобу  |

- Род Окудайра, 1717—1871 (фудай-даймё)

| № | Имя               | Имя      | Годы правления | Годы жизни  | Примечания                                                         |
| - | ----------------- | -------- | -------------- | ----------- | ------------------------------------------------------------------ |
| 1 | Окудайра Масасигэ | 奥平昌成 | 1717 — 1746    | 1694 — 1746 | Второй сын Окудайры Масааки                                        |
| 2 | Окудайра Масаацу  | 奥平昌敦 | 1746 — 1758    | 1724 — 1758 | Второй сын Окудайры Масасигэ                                       |
| 3 | Окудайра Масака   | 奥平昌鹿 | 1758 — 1780    | 1744 — 1780 | Старший сын Окудайры Масаацу                                       |
| 4 | Окудайра Масао    | 奥平昌男 | 1780 — 1786    | 1763 — 1786 | Старший сын Окудайры Масаки                                        |
| 5 | Окудайра Масатака | 奥平昌高 | 1786 — 1826    | 1781 — 1855 | Третий сын Симадзу Сигэхидэ, усыновлён Окудайрой Масао             |
| 6 | Окудайра Масанобу | 奥平昌暢 | 1825 — 1832    | 1809 — 1832 | Второй сын и преемник Окудайры Масатаки                            |
| 7 | Окудайра Масамити | 奥平昌猷 | 1833 — 1842    | 1813 — 1842 | Пятый сын Окудайры Масатаки                                        |
| 8 | Окудайра Масамото | 奥平昌服 | 1842 — 1868    | 1831 — 1901 | Второй сын Окудайры Масанобу                                       |
| 9 | Окудайра Масаюки  | 奥平昌邁 | 1868 — 1871    | 1855 — 1884 | Третий сын Датэ Мунэнари, усыновлён с 1863 года Окудайрой Масамото |